# Shingo Kunieda
Shingo Kunieda (jap. 国枝 慎吾 Kunieda Shingo; ur. 21 lutego 1984 w Tokio) – japoński niepełnosprawny tenisista, medalista igrzysk paraolimpijskich z Aten (2004), Pekinu (2008), Londynu (2012) oraz Tokio (2020), medalista igrzysk paraazjatyckich oraz igrzysk FESPIC, producent filmowy.

## Życiorys
Kunieda w wieku 9 lat został zaatakowany przez nowotwór w okolicy rdzenia kręgowego. Spowodowało to paraliż ciała od pasa w dół. Grę w tenisa rozpoczął w wieku jedenastu lat, a rok później wystąpił w pierwszym turnieju, na którym przegrał w pierwszej rundzie. Sześć lat później zadebiutował w zawodowym tourze. W wieku 25 lat był pierwszym Japończykiem, który jako profesjonalista występował w zawodach tenisa na wózkach.
Jego najlepszymi wynikami w kończących sezon mistrzostwach w tenisie na wózkach są zwycięstwa w 2012, 2013 i 2014 roku w singlu oraz w 2012 roku w deblu. W swojej karierze sięgnął po 28 zwycięstw wielkoszlemowych w grze pojedynczej: Australian Open – 11; French Open – 8; Wimbledon – 1; US Open – 8. W grze podwójnej w Wielkim Szlemie odniósł 23 zwycięstwa: Australian Open – 9; French Open – 8; Wimbledon – 4; US Open – 2.
Shingo Kunieda osiągnął pierwszą pozycję w rankingu singlowym w 2006 roku. Rok później awansował także na najwyższe miejsce w rankingu deblowym. Od przegranego półfinału turnieju Masters w listopadzie 2007 roku do porażki w półfinale Masters w 2010 roku nie uległ przeciwnikowi w żadnym meczu w singlu, wygrywając 106 kolejnych spotkań.
W 2008 roku współtworzył film Dōsōkai jako jeden z producentów wykonawczych.

## Historia występów
Legenda
     W, wygrany turniej
     F, przegrana w finale
     SF, przegrana w półfinale
     SFP, SFW, przegrana, wygrana w meczu o trzecie miejsce
     QF, przegrana w ćwierćfinale
     xR przegrana w x rundzie
     LQ, przegrana w kwalifikacjach
     RR, przegrana w fazie grupowej
     A, brak startu
     –, impreza nie odbyła się

### Występy w Wielkim Szlemie

#### Gra pojedyncza
| Turniej                                     | 2002 | 2003 | 2004 | 2005 | 2006 | 2007 | 2008 | 2009 | 2010 | 2011 | 2012 | 2013 | 2014 | 2015 | 2016 | 2017 | 2018 | 2019 | 2020 | 2021 | 2022 |
| ------------------------------------------- | ---- | ---- | ---- | ---- | ---- | ---- | ---- | ---- | ---- | ---- | ---- | ---- | ---- | ---- | ---- | ---- | ---- | ---- | ---- | ---- | ---- |
| Wielkoszlemowe turnieje w singlu na wózkach |      |      |      |      |      |      |      |      |      |      |      |      |      |      |      |      |      |      |      |      |      |
| Australian Open                             | 2R   | QF   | QF   | A    | QF   | W    | W    | W    | W    | W    | A    | W    | W    | W    | QF   | A    | W    | SF   | W    | SF   | W    |
| French Open                                 | –    | –    | –    | –    | –    | W    | W    | W    | W    | SF   | F    | F    | W    | W    | SF   | SF   | W    | SF   | SF   | F    | W    |
| Wimbledon                                   | –    | –    | –    | –    | –    | –    | –    | –    | –    | –    | –    | –    | –    | –    | A    | SF   | QF   | F    | –    | QF   | W    |
| US Open                                     | –    | –    | –    | A    | SF   | W    | –    | W    | W    | W    | –    | F    | W    | W    | –    | QF   | F    | QF   | W    | W    | F    |

#### Gra podwójna
| Turniej                                    | 2002 | 2003 | 2004 | 2005 | 2006 | 2007 | 2008 | 2009 | 2010 | 2011 | 2012 | 2013 | 2014 | 2015 | 2016 | 2017 | 2018 | 2019 | 2020 | 2021 | 2022 |
| ------------------------------------------ | ---- | ---- | ---- | ---- | ---- | ---- | ---- | ---- | ---- | ---- | ---- | ---- | ---- | ---- | ---- | ---- | ---- | ---- | ---- | ---- | ---- |
| Wielkoszlemowe turnieje w deblu na wózkach |      |      |      |      |      |      |      |      |      |      |      |      |      |      |      |      |      |      |      |      |      |
| Australian Open                            | QF   | QF   | SF   | A    | W    | W    | W    | W    | W    | W    | A    | W    | W    | W    | F    | A    | SF   | SF   | SF   | SF   | F    |
| French Open                                | –    | –    | –    | –    | –    | F    | W    | SF   | W    | W    | W    | W    | SF   | W    | W    | SF   | SF   | W    | F    | SF   | F    |
| Wimbledon                                  | –    | –    | –    | A    | W    | F    | A    | F    | F    | SF   | A    | W    | W    | SF   | A    | SF   | SF   | SF   | –    | SF   | W    |
| US Open                                    | –    | –    | –    | A    | F    | W    | –    | SF   | SF   | SF   | –    | SF   | W    | SF   | –    | SF   | SF   | F    | SF   | F    | QF   |

### Turnieje Masters oraz igrzyska paraolimpijskie
| Turniej                  | 2004 | 2005 | 2006 | 2007 | 2008 | 2009 | 2010 | 2011 | 2012 | 2013 | 2014 | 2015 | 2016 | 2017 | 2018 | 2019 | 2020 | 2021 | 2022 |
| ------------------------ | ---- | ---- | ---- | ---- | ---- | ---- | ---- | ---- | ---- | ---- | ---- | ---- | ---- | ---- | ---- | ---- | ---- | ---- | ---- |
| Turnieje Masters         |      |      |      |      |      |      |      |      |      |      |      |      |      |      |      |      |      |      |      |
| singel                   | A    | A    | F    | SF   | A    | A    | SF   | A    | W    | W    | W    | F    | A    | SF   | F    | SF   | –    | A    |      |
| debel                    | A    | A    | SFW  | SF   | A    | A    | SF   | A    | W    | SF   | SF   | RR   | A    | A    | SF   | A    | –    | A    |      |
| Igrzyska paraolimpijskie |      |      |      |      |      |      |      |      |      |      |      |      |      |      |      |      |      |      |      |
| Singel                   | QF   | –    | –    | –    | W    | –    | –    | –    | W    | –    | –    | –    | QF   | –    | –    | –    | –    | W    | –    |
| Debel                    | W    | –    | –    | –    | SFW  | –    | –    | –    | QF   | –    | –    | –    | SFW  | –    | –    | –    | –    | SFP  | –    |